# Gyrðir Elíasson
Gyrðir Elíasson (Reykjavík, 4 aprile 1961) è un poeta e scrittore islandese.
Nato e vissuto in diverse località dell'Islanda settentrionale, vive oggi a Reykjavík con la moglie e tre figlie.
Ha scritto 10 volumi di poesia e 5 libri in prosa. In poesia si caratterizza per uno stile semplice, quasi infantile.
Tra i riconoscimenti ottenuti si ricordano il Premio Letterario Islandese nel 2000 per la raccolta di liriche Gula húsið e il Nordisk råds litteraturpris nel 2011 alla carriera.